# Carl Müller (Chemiker)
Carl Müller (* 28. August 1857 in Kaiserslautern; † 23. August 1931 in München) war ein deutscher Chemiker.

## Leben
Carl Müller machte 1875 sein Abitur und absolvierte anschließend seinen Wehrdienst. Danach studierte er an der Technischen Hochschule München und der Universität München Chemie, ehe er 1880 an der Universität Freiburg über Derivate der para- und ortho-Nitrozimtsäure promovierte. Ab 1882 war Müller als Chemiker bei der BASF tätig. Dort arbeitete er in der Anilin-Abteilung und wurde später Leiter des wissenschaftlichen Labors der Abteilung. Im Rahmen seiner Tätigkeit bei der BASF erfand er mehrere Farbstoffe. Ab 1885 leitete Müller die gesamte Anilin-Abteilung. Im Jahr 1904 wurde er Mitglied des Vorstands der BASF. Von 1910 bis 1916 war er technischer Leiter des Unternehmens, ehe er Mitglied des Aufsichtsrats wurde. Ab 1920 war er schließlich Vorsitzender des Aufsichtsrats. Müller war auch an der Gründung der I.G. Farben beteiligt und wurde Mitglied des Aufsichtsrats des Unternehmens. Er wurde 1922 mit einem Ehrendoktortitel der Technischen Hochschule München geehrt und wurde 1923 Ehrensenator der Technischen Hochschule Karlsruhe.